# Comtat de Sant Feliu
El Comtat de Sant Feliu fou un comtat de creació moderna dins de l'àmbit històric del Comtat de Rosselló. Tenia com a poblacions de referència els pobles veïns de Sant Feliu d'Amunt i Sant Feliu d'Avall.
Fou creat per Lluís XIV de França l'abril del 1680 a favor de Francesc de Ros i Joan, després que aquest comprés, l'1 de gener del 1666, a Anton de Rocabertí i de Pau les localitats de Sant Feliu d'Amunt i Sant Feliu d'Avall per 5.000 dobles d'or.
Els Comtes de Sant Feliu foren, per ordre cronològic:
1. Francesc de Ros i de Joan (Perpinyà, 1611 - Sant Feliu d'Avall, 1684), primer Comte de Sant Feliu
2. Francesc de Ros i Ros (Perpinyà, 1651 - Perpinyà, 1698), fill de l'anterior, segon Comte de Sant Feliu
3. Joan de Ros i de Sorribes (Perpinyà, 1611 - 1720), fill de l'anterior, tercer Comte de Sant Feliu i baró de Cabrenys (títol heretat de sa mare)
4. Josep de Ros i de Margarit (Perpinyà, 1703 - Sant Feliu d'Avall, 1780), fill de l'anterior, quart Comte de Sant Feliu, baró de Cabrenys, senyor de Gibersa, Sant Joan, Malloles, Fontanills, la Menera, Montalbà, Palaldà, Pontellà, Reiners, Serrallonga i Folgons
5. Joan-Baptista de Ros i de Margarit (Perpinyà, 1712 - 1782), germà de l'anterior, cinquè Comte de Sant Feliu, fou cavaller de Sant Joan de Jerusalem, però deixà l'orde per tal de casar-se amb la filla del marquès de Montferrer, de la família de Banyuls
6. Abdó - Senèn de Ros i de Banyuls (Perpinyà, 1757 - Barcelona, 1807), fill de l'anterior, sisè Comte de Sant Feliu, baró de Cabrenys, etc (com els anteriors).

Amb l'anterior s'acaba la nissaga de comtes de Sant Feliu, amb la supressió dels títols nobiliaris decretat per la Revolució Francesa.